# Oxya velox
Oxya velox är en insektsart som först beskrevs av Fabricius 1787.  Oxya velox ingår i släktet Oxya och familjen gräshoppor. Inga underarter finns listade i Catalogue of Life.